# Little Joe – Glück ist ein Geschäft
Little Joe – Glück ist ein Geschäft ist ein Science-Fiction-Drama und Psychothriller von Jessica Hausner. Er hatte am 17. Mai 2019 im Rahmen der 72. Internationalen Filmfestspiele von Cannes seine Premiere und konkurrierte dort im Wettbewerb um die Goldene Palme. Emily Beecham und Ben Whishaw spielen die Hauptrollen im ersten englischsprachigen Film der österreichischen Regisseurin.

## Handlung
In einer klinisch sauberen, aseptischen Welt der Pastelltöne und der verhaltenen und unbeholfenen zwischenmenschlichen Kontakte verkündet das Unternehmen Planthouse Biotechnologie, das gentechnisch neue Pflanzenarten entwickelt, den Durchbruch bei ihrer neuen Kreation „Little Joe“. Die Pflanze soll einen Duft ausströmen, der glücklich macht. Die Blüte setzte das Prohormon des Oxytocins frei, das im Menschen das Glücks- und Mutterliebehormon freisetzen würde. Das Unternehmen hofft nach der ersten Vorstellung in einer bevorstehenden Pflanzenmesse auf gute weltweite Verkaufszahlen. Die Molekularbiologin und Pflanzenzüchtern Alice Woodard ist stolz auf ihr Werk. Sie, eine alleinerziehende Mutter, schenkt auch gleich ein Exemplar ihrem Sohn Joe. Er soll es gut betreuen, auch mit der Pflanze reden, damit sie gedeiht.
Doch es kommt zu unvorhergesehenen Vorfällen im Gewächshaus der Neuzüchtung. „Little Joe“ stößt sehr viel Pollen aus, dass sogar die anderen Züchtungen in Beeten daneben eingehen. Die Erklärung der Pflanzenzüchter ist die, dass die Pflanze, sie war so gezüchtet worden, dass sie sich nicht vermehren konnte, dies irgendwie zu kompensieren versucht. Natürlich wird der Pollen untersucht, um sicherzustellen, dass er keine Allergien auslöst.
Die ältere Pflanzenzüchterin Bella hat eine ganz normale enge Beziehung zu ihrem Hund Bello, der sie auch in die Arbeit begleitet. Einmal entläuft er ins Gewächshaus. Chris, der Assistent von Alice, bringt ihn zurück. Beide haben Pollen eingeatmet. Ab da zeigt der Hund eine totale Verhaltensänderung. Er will nichts mehr von Bella wissen. Sie muss ihn einschläfern lassen und hat einen psychischen Zusammenbruch. Ebenso ist Alice besorgt, denn auch ihr Joe zeigt Verhaltensänderungen. Er ist plötzlich weniger an ihr interessiert. Es macht ihm gar nichts aus, wenn sie wieder einmal keine Zeit für ihn hat, weil sie arbeiten muss. Er würde jetzt auch gern bei seinem Vater auf dem Lande wohnen. Nachts ist er gar mit seiner Freundin Selma in das Gewächshaus eingebrochen und hat eine Blume gestohlen.
Auf Befragen ihres Sohnes und Selma, aber auch aus Gesprächsprotokollen von Probanden, an denen der Pollen getestet wurde, erfährt Alice, dass diese Menschen sich so fühlen, als würden sie ihr Leben nur noch spielen. Sie fühlen sich so frei und glücklich, wie man sich das bei Toten vorstellen kann. Das einzige Anliegen, das sie noch haben, ist die Pflanze „Little Joe“ zu verbreiten.
Alice hält es für möglich, dass das Virus aus dem Vektor, den sie für die Transfektion der Pflanzenzellen benutzt hatte und noch nicht frei gegeben war, das Gehirn der Menschen über das olfaktorische System infiziert. Sie bekennt vor ihrem Chef und ihren Kollegen den Verdacht, dass sich das ungenehmigte Virus selbständig gemacht haben könnte. Doch die wiegeln ab, wollen nichts gegen die Pflanze unternehmen. Dann muss Alice erleben, dass Bella, nachdem sie einen Spielball ihres Hundes im Gewächshaus gefunden hat, als einzige aufbegehrt gegen diese Pflanze. In einem Protestanfall stürzt sie über die Treppenbrüstung oder wird gar gestürzt.
So versucht Alice die Pflanzenkultur zu vernichten, indem sie die Temperatur des Gewächshauses herunterreguliert. Als Chris, ihr Kollege, der sie vorgeblich sehr liebt, dies bemerkt, sie ihm aber den Schlüssel für den Thermostaten nicht herausgeben will, schlägt er sie nieder. Er reguliert die Temperatur wieder hoch, nimmt der bewusstlosen Alice den Mundschutz ab, damit auch sie den Pollen einatmet.
Später entschuldigt er sich bei ihr. Jetzt empfindet auch Alice ihr Verhalten als töricht. Er kann sie sogar nun zum ersten Mal küssen. Die Pflanze „Little Joe“ wird ein großer durchschlagender Erfolg mit weltweiter Vermarktung.
Alice bringt ganz gleichmütig ihren Sohn Joe, der wohl auch die Pflanze „Little Joe“ im Gepäck hat, zu ihrem Ex-Gatten.

## Produktion

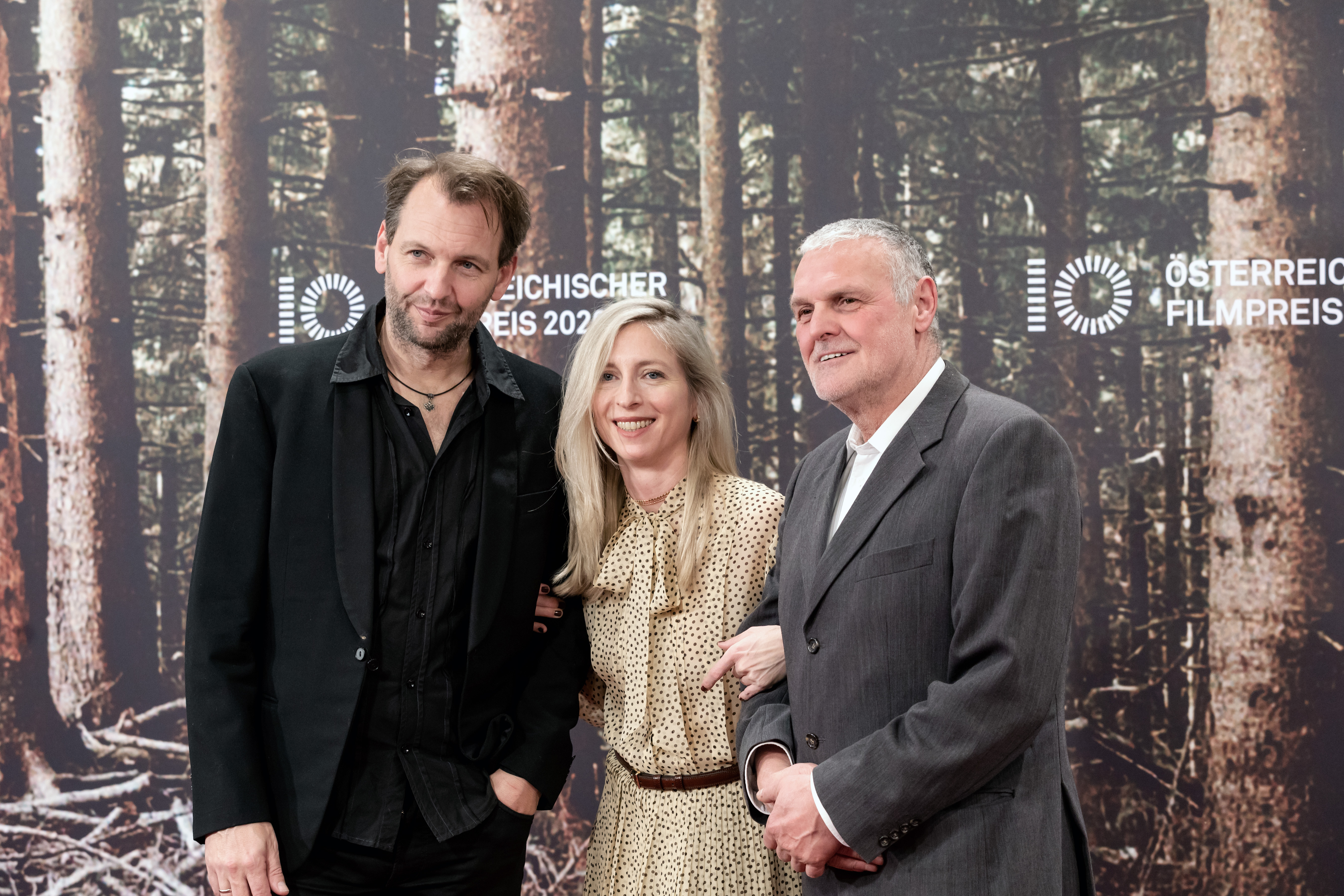
Martin Gschlacht, Jessica Hausner und Bruno Wagner (2020)

Regie führte Jessica Hausner. Es handelt sich bei Little Joe um ihren ersten englischsprachigen Film.
Vom Österreichischen Filminstitut erhielt Little Joe eine Stoffentwicklungsförderung in Höhe von 15.000 Euro und eine Produktionsförderung in Höhe von 600.000 Euro, vom Filmfonds Wien eine Förderung in Höhe von 15.000 Euro für die Projektentwicklung und eine Produktionsförderung von 350.000 Euro, von FISA Filmstandort Austria eine Produktionsförderung von 580.000 Euro und vom Medienboard Berlin-Brandenburg eine Produktionsförderung in Höhe von 150.000 Euro. Weitere Mittel kamen vom BFI British Film Institute und Eurimages (Produktionsförderung in Höhe von 450.000 Euro).
Emily Beecham und Ben Whishaw sind im Film in den Rollen der Wissenschaftler Alice und Chris zu sehen, die in der Genforschung tätig sind. Kerry Fox übernahm die Rolle von Bella, einer älteren Wissenschaftlerin, die sich gerade von einem Unfall erholt und ihren Hund Bello zur Arbeit mitbringen darf. Lindsay Duncan spielt Alices Psychotherapeutin. In weiteren Rollen sind David Wilmot, Sebastian Hülk und Leanne Best zu sehen.
Die Dreharbeiten fanden zwischen 11. August und 9. Oktober 2018 statt. Gedreht wurde in Wien und Krems an der Donau, hier an der Karl Landsteiner Privatuniversität für Gesundheitswissenschaften, in Veiling Rhein-Maas, Deutschlands einzigem Auktionshaus für Blumen und Pflanzen, und im Großraum Liverpool. Als Kameramann fungierte Martin Gschlacht. Für das Kostümbild zeichnete Tanja Hausner und für das Szenenbild Katharina Wöppermann verantwortlich.
Der Film feierte am 17. Mai 2019 im Rahmen der Internationalen Filmfestspiele von Cannes seine Premiere, wo er im Wettbewerb um die Goldene Palme konkurrierte. Ende Juli und Anfang August 2019 wurde er beim Jerusalem Film Festival gezeigt. Im September 2019 wurde er beim Fantasy Filmfest als Centerpiece gezeigt und im gleichen Monat im Rahmen der Filmkunstmesse Leipzig vorgestellt. Anfang Oktober 2019 wurde er beim London Film Festival vorgestellt. Der Kinostart erfolgte in Österreich am 1. November 2019, in Deutschland am 9. Januar 2020. Im September 2020 wurde er beim International Film Festival Piešťany gezeigt.

## Rezeption

### Altersfreigabe
In Deutschland wurde er von der FSK ab 12 Jahren freigegeben, in Begleitung der Eltern jedoch bereits ab 6 Jahren erlaubt. In der Freigabebegründung heißt es, die Geschichte sei sehr zurückhaltend erzählt und erzeuge mit suggestiven Mitteln einen subtilen Horror. Die bedrohliche Atmosphäre und befremdliche Verhaltensänderungen von Hauptfiguren sowie Konflikte, die nicht leicht einzuordnen sind, könnten Kinder unter 12 Jahren irritieren und emotional überfordern, zumal der Sohn der Protagonistin sich als Identifikationsfigur für Kinder und Jugendliche eigne.

### Kritiken
Der Film stieß bislang auf gemischte Kritiken, so auf die Zustimmung von 67 Prozent der Kritiker bei Rotten Tomatoes. In der bei Screen veröffentlichten Kritikerumfrage zu den Festivalbeiträgen in Cannes erhielt er 2,3 von 4 möglichen Punkten.
Ben Croll von The Wrap beschreibt Little Joe, die gentechnisch zum Leben erweckte Pflanze, einer riesigen Safranzwiebel ähnlich, wie sie von Dr. Seuss entworfen hätte sein können: „Sie ernährt sich von Liebe und Fürsorge und schenkt ihrerseits Glück, da sie zur Verbreitung des gleichen Hormons gezüchtet wurde, das frische Mütter mit ihren Kindern verbindet. Die Blume wirkt durch eine Art Gedankenkontrolle und produziert Pollen, die das Glücksgefühl aller steigern, die daran riechen.“ Das Ganze folge einer Dynamik wie aus dem Film Die Körperfresser kommen, wenn „Little Joe“ versucht, die Menschen um ihn herum zu beherrschen, allen voran seinen Namensgeber Joe, während sich seine Mutter Alice hiergegen wehrt.
Christoph Petersen von Filmstarts schreibt, auch wenn sich das Motiv irgendwann mit der Zeit abnutze, die Blumen zunehmend ihren hypnotischen Schrecken und die Bilder an Kraft verlieren, könne die absolut brillante Filmmusik dies zumindest ein Stück weit abfedern: „Die auf den 1982 verstorbenen japanischen Avantgarde-Komponisten Teiji Ito zurückgehenden kakophonischen Klangteppiche fahren direkt ins Mark und würden mit ihrem metallischen Jaulen wohl selbst Aufnahmen von mit Wollknäueln spielenden Katzenbabys hochgradig verstörend wirken lassen.“
Dominik Kamalzadeh vom Standard schreibt, der Film, der sich an Sci-Fi-Horrorklassiker wie Invasion of the Body Snatchers oder Little Shop of Horrors anlehnt, sei in dem schon charakteristisch zurückgenommenen, sanft ironischen Tonfall von Jessica Hausner gehalten, der auch Ungeheuerlichkeiten eine profane Note verleiht. Inszenatorisch sei Little Joe aus einem Guss: „Das ausgeklügelte Produktionsdesign, das außer der giftig roten Blume alles in eher kühle Farben taucht, das leicht befremdlich Spiel der Darsteller, die minimalistische Musik von Teiji Ito – all das verleiht dem Film eine genuin artifizielle Note.“ Hausners Augenmerk liege auf der Feinbeobachtung der Veränderungen, so Kamalzadeh, doch das Drehbuch sei nicht ganz auf der Höhe dieser Kunst. So würde bisweilen eine Spur zu viel von dem erklärt, was ohnehin die Bilder vermitteln, am Ende gehe das Spiel mit Mutmaßungen und Ahnungen aber schlüssig auf.
David Ehrlich von Indie Wire schreibt, Hausner sei eine der wenigen zeitgenössischen Filmemacherinnen, die es verdienten, als Kubricks Erben betrachtet zu werden, und ihre Kontrolle über ihr Werk sei auch in Little Joe nach wie vor überragend. Der Film sei immer in Bewegung, drifte seitlich oder schleiche sich vorwärts, um all die alltägliche Bedrohung zu enthüllen, die dem bloßen Auge entgeht. Der Film brauche nur ein paar Minuten, damit sich der Zuschauer vor einer einfachen Pflanze fürchtet, und so habe er für Gewächshäuser das geleistet, was Psycho für Duschen getan hat. Je weiter der Film voranschreitet, desto lauter werde seine Botschaft, denn Alice, die „Little Joe“ verteidigt, egal wie irrational dies sei, mache Parallelen zu Suchtkranken erkennbar. Ehrlich verweist auch auf die heutige Zeit, in der Schmerzmittel eine der häufigsten Todesursachen in weiten Teilen der Welt sind. Allerdings hätte Hausners Film so viel besser sein können, wenn die gezeigten Figuren eine Bestandsaufnahme ihres persönlichen Glücks gemacht hätten, ohne dieses gleichzeitig zu delegitimieren.
Peter Bradshaw vom Guardian meint, der Aufbau sei großartig und es gebe großartige Aufnahmen von Pflanzen in Fußballfeldgröße, die sich unheimlich in dem Hi-Tech-Gewächshaus bewegen wie in einem Dokumentarfilm von Nikolaus Geyrhalter, der ein Meister dieser Art von Tableaus entfremdeter Natur sei. Weiter schreibt Bradshaw, dramaturgisch könne der Film nicht überzeugen, und die Schauspieler, die alle sehr talentiert seien, hätten vielleicht nicht klar genug Regieanweisungen bekommen.

### Einsatz im Schulunterricht
Das Onlineportal kinofenster.de empfiehlt den Film für die Unterrichtsfächer Biologie, Englisch, Deutsch, Ethik und Psychologie. Dort schreibt Karl-Leontin Beger, der Film könne im Biologieunterricht Ausgangspunkt für die Beschäftigung mit grüner Gentechnik sein. Ethische Fragen ließen sich hingegen im Politik- und Ethikunterricht vertiefen und damit auch eine Auseinandersetzung über die Folgen des breitflächigen Einsatzes von genetisch verändertem Saatgut in der industriellen Landwirtschaft. Im Deutsch- und Englischunterricht biete es sich an, die filmästhetischen Mittel des Horror- und Sci-Fi-Genres herauszuarbeiten und anhand der Figur der Kollegin Bella die Erfordernisse der Leistungsgesellschaft und ihre Folgen zu diskutieren: „Was ist Glück und wie lässt es sich in der postindustriellen Konsumgesellschaft erlangen?“ Diese Fragen könne im Philosophie- und Religionsunterricht in Hinblick auf Vermarktungsstrategien und Konzepte wie Work-Life-Balance besprochen werden.

### Auszeichnungen
Diagonale 2020
- Auszeichnung mit dem  Diagonale-Preis Außergewöhnliche Produktionsleistungen der Verwertungsgesellschaft für Audiovisuelle Medien (VAM)[23]
- Auszeichnung mit dem Diagonale-Preis für das beste Szenenbild (Katharina Wöppermann)

Internationale Filmfestspiele von Cannes 2019
- Auszeichnung als Beste Darstellerin (Emily Beecham)
- Nominierung für die Goldene Palme (Jessica Hausner)

International Film Festival Piešťany 2020
- Nominierung im Hauptwettbewerb „Meeting Point Europe“ (Jessica Hausner)[24]

Österreichischer Filmpreis 2020

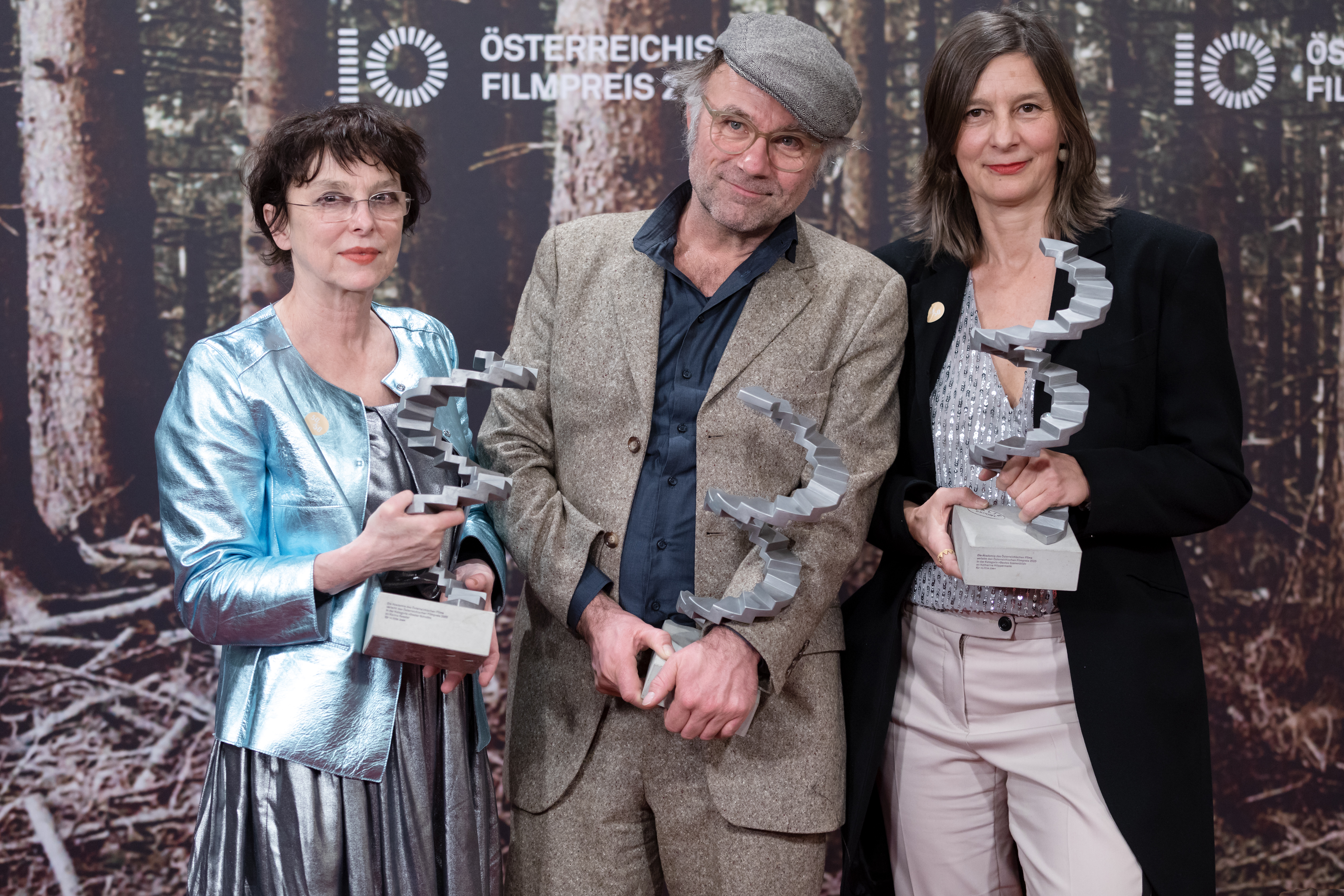
Karina Ressler, Heiko Schmidt und Katharina Wöppermann bei der Verleihung des Österreichischen Filmpreises

- Auszeichnung in der Kategorie Beste Maske (Heiko Schmidt)
- Auszeichnung in der Kategorie Bester Schnitt (Karina Ressler)
- Auszeichnung in der Kategorie Bestes Szenenbild (Katharina Wöppermann)
- Nominierung in der Kategorie Bester Spielfilm (Bruno Wagner, Bertrand Faivre, Philippe Bober, Martin Gschlacht, Jessica Hausner, Gerardine O’Flynn)
- Nominierung in der Kategorie Beste Regie (Jessica Hausner)
- Nominierung in der Kategorie Bestes Drehbuch  (Jessica Hausner)
- Nominierung in der Kategorie Beste weibliche Darstellerin (Emily Beecham)
- Nominierung in der Kategorie Beste weibliche Nebenrolle (Kerry Fox)
- Nominierung in der Kategorie Beste Kamera (Martin Gschlacht)
- Nominierung in der Kategorie Bestes Kostümbild (Tanja Hausner)

Thomas-Pluch-Drehbuchpreis 2020
- Nominierung für den Hauptpreis und den Spezialpreis der Jury (Jessica Hausner und Geraldine Bajard)

Der Film befand sich zudem in der Vorauswahl für den Europäischen Filmpreis 2019.

## Synchronisation
| Darsteller      | Synchronsprecher        | Rolle         |
| --------------- | ----------------------- | ------------- |
| Emily Beecham   | Anna Grisebach          | Alice Woodard |
| Ben Whishaw     | Tobias Nath             | Chris         |
| Kerry Fox       | Almut Zydra             | Bella         |
| Kit Connor      | Kaspar Johann Wollstein | Joe Woodard   |
| Sebastian Hülk  | Sebastian Hülk          | Ivan          |
| Andrew Rajan    | Rainer Fritzsche        | Jasper        |
| David Wilmot    | Oliver Siebeck          | Karl          |
| Phénix Brossard | Tim Schwarzmaier        | Ric           |